# Tagaloški jezici
Tagaloški jezici, naziv za jezičnu podskupinu centralnofilipinskih jezika koji se govore na području Filipina. Obuhvaća jezik naroda Tagali, koji se zove tagalog [tgl], i danas službeni jezik filipino ili filipisnki fil] koji se temelji na njemu, ali ima i posuđenica iz drugih lokalnih jezika. 
Filipinskim danas govori oko 25.000.000 Filipinaca (2007), a njime se koriste pripadnici drugih etničkih filipinskih skupina čije jezike polako potiskuje. Tagalogom govori oko 21.500.000 ljudi u Filipinima (2000 popis), ukupno 23.853.200 širom svijeta.

## Vanjske poveznice
- Ethnologue (14th)
- Ethnologue (15th)